# حزقيال مانويل سولانو
حزقيال مانويل سولانو (بالإسبانية: Juan Manuel Solano)‏ هو لاعب كرة قدم كولومبي، ولد في 22 يوليو 1993 في سانتا مارتا في كولومبيا. لعب مع A.C. Barnechea ‏.

## وصلات خارجية
- حزقيال مانويل سولانو على موقع قاعدة بيانات كرة القدم.إي يو (الإنجليزية)
- حزقيال مانويل سولانو على موقع Soccerway.com (الإنجليزية)